# Сообщество сербских муниципалитетов
Сообщество сербских общин, также Ассоциация сербских муниципалитетов (серб. Заједница српских општина / Zajednica srpskih opština, алб. Asociacioni i Komunave Serbe) — запланированная частичная автономия сербских общин в Косове, согласованная между правительствами Республики Косово и Сербии по Брюссельскому соглашению.
В соответствии с полномочиями, предоставленными Европейской хартией местного самоуправления и законодательством Республики Косово, участвующие муниципалитеты будут иметь право сотрудничать в осуществлении своих полномочий на коллективной основе. Сообщество будет иметь полномочия в областях экономического развития, образования, здравоохранения, городского и сельского планирования.
Ожидалось, что Сообщество будет официально создано в правовом поле Косово в 2015 году, но его формирование было отложено из-за конфликтов по поводу объёма полномочий. В рамках Охридского соглашения, принятого лидерами Косово и Сербии при посредчнисестве Европейского союза в марте 2023 года, в обмен на то что Сербия не будет препятствовать Республике Косово вступать в международные организации (такие как Совет Европы, Европейский союз и НАТО), Республика Косово должна немедленно начать диалог с ЕС о самоуправлении сербских общин.

## История

### 1999—2013
После окончания Косовской войны (1998—1999) миссия Организации Объединённых Наций по делам временной администрации в Косово (МООНК), созданная в соответствии с резолюцией 1244 Совета Безопасности ООН, взяла на себя формальный контроль над автономным краем Косово и Метохия. Во время и после войны, включая мартовских событий 2004 года многие косовские сербы, а также цыгане и горанцы стали беженцами и вынужденными переселенцами. В крае проживало 194 190 косовских сербов (9,9 % от общей численности населения), согласно югославской переписи 1991 года; по оценкам, около трети из них эмигрировали в Центральную Сербию. В Северном Косово, а также в анклавах на юго-востоке Косово сохранилось сербское большинство.
В январе 2003 года была основана Ассамблея Сообщества муниципалитетов Автономного края Косово и Метохия со штаб-квартирой в Северной Косовска-Митровице как ассоциация муниципалитетов Косово с сербским большинством. Правительство Косово сочло это незаконным, поскольку она осуществляла законодательную и исполнительную власть на территории Косово (в основном в Северном Косово).
В 2005 году частью сербско-косовских переговоров был призыв со стороны Сербии к созданию сербских муниципалитетов и конституционно-правовой защите сербов. Глава МООНК Сорен Йессен-Петерсен и спикер Ассамблеи Косова Неджат Даци повторили предложение о разделе Косова.
17 февраля 2008 года косовские албанцы в одностороннем порядке провозгласили независимость от Сербии. Сербия продолжает претендовать на Косово как на часть своей суверенной территории.

### 2013—2015: Брюссельское соглашение
В соответствии с Брюссельским соглашением планировалось создать Сообщество сербских муниципалитетов со штаб-квартирой в Северной Митровице. В отличие от прежней Ассоциации, она не обладает законодательной властью, имея лишь «полномочия по надзору в областях экономического развития, образования, здравоохранения, городского и сельского планирования» в соответствии с Европейской хартией местного самоуправления и законодательством Косово.
Его формирование было предусмотрено Брюссельским соглашением, подписанным между Сербией и Республикой Косово. Это соглашение представляет собой важный шаг в процессе вступления Сербии в Европейский Союз. По этому соглашению, также было согласовано, что Сербия не будет блокировать присоединение Республики Косово к Европейскому Союзу и наоборот. Это соглашение также высоко оценил Генеральный секретарь ООН Пан Ги Мун, который сказал, что оно гарантирует широкие полномочия муниципалитетам с сербским большинством в Косово. Сообщество будет включать следующие муниципалитеты: Северная Косовска-Митровица, Зубин Поток, Лепосавич, Звечан, Штрпце, Клокот-Врбовац, Грачаница, Ново Брдо, Ранилуг и Партеш.
Премьер-министр Косово Хашим Тачи заявил, что создание Ассоциации сербских муниципалитетов по существу приемлемо в соответствии с Конституцией Республики Косово и «планом Ахтисаари», а лидер Альянса за будущее Косова Рамуш Харадинай поддержал это, заявив, что Конституция Республики Косово допускает объединение муниципалитетов, но без законодательной, судебной или исполнительной власти. В ноябре 2014 года Любомир Марич, один из координаторов, ответственных за создание Сообщества сербских муниципалитетов, заявил, что оно будет основано на модели Южного Тироля в Италии и что он рассчитывает на создание ещё два сербских муниципалитета в Горе и Прилужье.
Жители Горы заявили, что они хотят, чтобы их община (бывший муниципалитет с горанским большинством, который был объединен с населенным албанцами Ополье и образовал муниципалитет Драгаш, в котором проживает албанское большинство) присоединилась к Сообществу сербских муниципалитетов. 3 ноября 2013 года 70 % жителей Горы проголосовали за создание муниципалитета Гора как части Сообщества сербских муниципалитетов.
Формирование ожидалось в 2015 году, но позже было отложено.

### 2015—2023: Тупик
9 ноября 2015 года предложение Республики Косово стать государством-членом ЮНЕСКО было отклонено из-за нехватки необходимых 2/3 голосов на Генеральной конференции ЮНЕСКО. Днем позже, 10 ноября 2015 года правительство Республики Косово заморозило ранее подписанное Соглашение о создании Сообщества сербских муниципалитетов. Это решение осудил министр иностранных дел Сербии Ивица Дачич, назвав его «угрозой региональной стабильности» и «серьезным ударом по брюссельскому диалогу». В декабре 2015 года Конституционный суд Косова объявил части Соглашения 2013 года неконституционными.
С того времени реализация Соглашения была приостановлена, а Республика Косово погрузилось в политический кризис с постоянными столкновениями между косовско-албанскими правящими партиями и оппозиционными, причем первые поддерживали Соглашение, а вторые критиковали его, заявляя, что косовские сербы будут «привилегированными», если Соглашение было реализовано, несмотря на то, что Сообщество предназначалось для улучшения жизни сербов, которые живут в суровых условиях в анклавах с сербским большинством.
В сентябре 2017 года, после косовских парламентских выборов, политическая партия «Сербский список» согласилась сформировать правительство Республики Косово во главе с Рамушем Харадинаем из «Альянса за будущее Косово», при условии создания Сообщества сербских муниципалитетов.

### 2023: Охридское соглашение
27 февраля 2023 года лидеры Косово приняли предложенное Европейским союзом Соглашение о нормализации отношений и согласовали дорожную карту по его реализации 18 марта 2023 года. В соответствии с условиями соглашения Республика Косово должно немедленно начать диалог с Европейским союзом для обеспечения «надлежащего уровня самоуправления» для этнической сербской общины. Правительство Республики Косова изучает 15 европейских моделей местного самоуправления и защиты меньшинств, чтобы разработать подходящую систему для использования.

## Общины
В ассоциацию войдут следующие муниципалитеты: Северная Митровица, Зубин-Поток, Лепосавич, Звечан, Штрпце, Клокот, Грачаница, Ново-Брдо, Ранилуг и Партеш. Общая площадь этих муниципалитетов составляет 1708 км² (659 квадратных миль) (15,66 % от общей площади Косово).
В следующей таблице показаны площадь и численность населения этих муниципалитетов:
| Община             | Округ                | Часть            | Площадь в км² | Население |
| ------------------ | -------------------- | ---------------- | ------------- | --------- |
| Северная Митровица | Косовско-Митровицкий | Северное Косово  | 11            | 29 460    |
| Лепосавич          | Косовско-Митровицкий | Северное Косово  | 539           | 18 600    |
| Звечан             | Косовско-Митровицкий | Северное Косово  | 122           | 16 650    |
| Зубин Поток        | Косовско-Митровицкий | Северное Косово  | 335           | 15 200    |
| Штрпце             | Урошевацкий          | Сербские анклавы | 247           | 13 630    |
| Грачаница          | Приштинский          | Сербские анклавы | 131           | 10 675    |
| Ново-Брдо          | Приштинский          | Сербские анклавы | 204           | 9 670     |
| Ранилуг            | Гниланский           | Сербские анклавы | 78            | 5 800     |
| Клокот             | Гниланский           | Сербские анклавы | 23            | 2 556     |
| Партеш             | Гниланский           | Сербские анклавы | 18            | 1 738     |
| Итого              | Итого                | Итого            | 1708          | 123 979   |